# Melapia kishidai
Melapia kishidai är en fjärilsart som beskrevs av Shigero Sugi 1968. Melapia kishidai ingår i släktet Melapia och familjen nattflyn. Inga underarter finns listade i Catalogue of Life.